# Велека
Велека (буг. Велека, тур. Kocadere) је река која протиче кроз Турску (вилајет Киркларели) и Бугарску, у Бургарској области, кроз општине Мало Трново и Царево и улива се у Црно море. Дужина реке је 147 km, кроз Турску се протеже у дужини од 23 km, а у Бугарској 123 km и чини је 23. по дужини бугарских река. Река Велека највећа је река у југоисточном делу Бугарске на јужној обали Црног мора.

## Географске карактеристике
Извор реке налази се у Турској, а река протиче у подножју планине Странџе на 664 метара нармодске висине, на 3 km од турског села Алахат и на око 5 km југоисточно од бугарског села Белеврен. На турској територији тече у дубокој и шумској долини, правећи тако велики лук ка јужном делу земље. Река протиче око 3 km северно од турског села Чалајк, дуж 2 km служи као граница између две државе, а након тога протиче кроз парк природе Странџа. Првих 5 km бугарске територије река тече ка северу, а затим ка истоку у правцу Бургаса и Малог Трнова. Велека тече у уској, дубокој долини на веома дугом нагибу. Падине реке су изузетно стрме и у потпуности прекривене храстовом и јаворовом шумом. Река формира велики број меандра, који су доста закривљени и често прате једни друге. Ширина речног корита је 20 м, просечна дубина је око 1 м, док је дно пешчано, а горњи ток има каменито дно са великим бројем брзака. Велека тече кроз село Звездец, а након њега долина реке се шири, нагиб смањује, проток воде успорава, а река ствара бројне слапове.
Притоке реке Велеке су Младежка река (40 km и Мечи дол (26 km), Катун (15 km).
Низводно до десног прилива реке Адере, долина Велека поново постаје ужа. У локалитету Качул, долина има неколико констрикција и проширења, са својим бочним профилом који се приближава кривини. Речна долина Велеке до села Кости постаје трапезоидна. Ширина реке је у просеку 10-12 м, а дубина на овом простору је 2 м, дно је песковито.
У ушћу реке њена ширина достиже 50 м, а дубине је између 7 и 8 метара. Након моста на путу Синеморец-Ахтопол река се улива у Црно море.
Упркос својој дугој дужини у поређењу са другим рекама бугарске, река Велека пролази само кроз два села, Кости и Бродилово.

## Слив и притоке
Површина слива реке је 955 km², а границе су следеће:
- На северозападу и северу дуж гребена Босна, са сливовима реке Факијске, Изворске, Ропотамо, Дјаолска и Китенска.
- На југозападу, река се протеже до планине Странџа и ту ствара мању границу са сливом реке Марице.
- На југу, Велека се протеже све до слива реке Резовске.

Притоке: → Лева притока ← десна притока
- ← Долај (у Турској)
- → Бостанк (у Турској)
- ← Врлидол
- ← Катун
- → Врлидол
- → Младежка река
- → Дулбок дол
- ← Ајдера
- → Стрмница
- ← Грахиловски дол
- ← Качулски дол
- → Делижанов дол
- ← Стоманенски дол
- → Јаменски дол
- → Ђаволски дол
- → Трашка река
- ← Јазменски дол
- → Шејтадол
- → Селскији дол
- → Керезоват дол
- ← Богородички дол
- → Зипков дол
- → Еленица
- ← Ликурашки дол
- ← Колибарски дол
- ← Мукио
- ← Селмата

## Флора и фауна
Воде реке Велеке су једне од најчистијих у Бугарској. У доњим крајевима, где се њена долина простире око села Кости и Бродилово и има ораница, његове воде се користе за наводњавање. Последњих 8 km реке намењено је за мала пловила.
Подручја реке Велеке богата су флором и фауном, а посебно заштићени су локвањи Leucojum aestivum. На обалама реке расте јова, бамбус, граб, брест и јасен. У доњим токовима реке налазе се густе непроходне шуме. У реци је пописано више од 30 врста слатководних риба. Најраспрострањенија врста је кефал. Пописано је и 5 врста, које се налазе у Црвеној књизи Бугарске.
У долини реке Велеке налазе се заштићено подрује Велека (у средњем току), а у сливу реке, заштићено подрује Парорија и резервати природе Витаново, Средока и Силкосија. Река формира меандре у оквиру парка природе Странџа, кроз који такође протиче.

## Галерија
- Доњи ток Велеке
- Ушће реке Велеке
- Ушће и токови Велеке
- Локвањи у доњем току реке
- Мост преко реке